# Karl Radnitzky
Karl Radnitzky (ur. 17 listopada 1818 w Wiedniu, zm. 10 stycznia 1901 tamże) – austriacki medalier.

## Życiorys
Był synem nadwornego rytownika Josefa Radnitzky’ego. Po ukończeniu gimnazjum rozpoczął na naukę w Graveurakad (Akademia Medalierska) u Józefa D. Bohma (dyrektora głównej mennicy w Wiedniu). Uczył się medalierstwa, czyli rytowania stempli medalowych wprost w stali. Od 1837 roku zatrudniony jako stażysta, a od 1849 pomocnik grawera w mennicy głównej. Od 1850 pracował w Akademii Sztuk Pięknych w Wiedniu. W 1853 roku mianowany profesorem. W latach 1843–1847 odbył podróże do Niemiec, Belgii i Francji, aby doskonalić swoją technikę. We wrześniu 1881 roku przeszedł na emeryturę i został przez Ministra Kultury i Edukacji powołany na członka centralnej komisji konserwacji zabytków.
Umarł w styczniu 1901 roku. Pochowany na Hietzinger Friedhof w Wiedniu. Nadwornymi rytownikami byli jego brat Josef (zm. 1888) i bratanek Karl (zm. 1920).

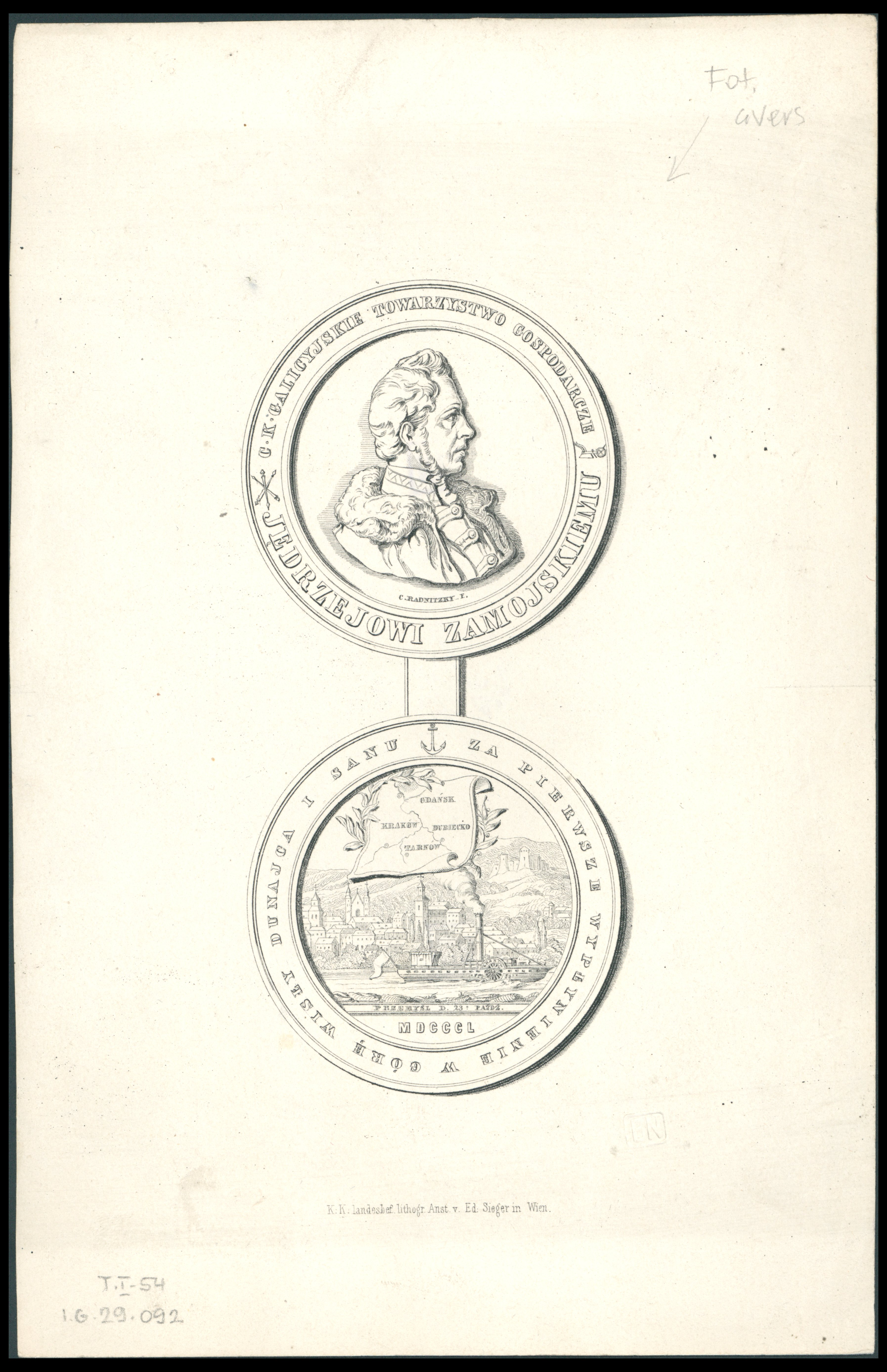
Medal wykonany przez Radnitzky’ego w 1852 dla Andrzeja Zamoyskiego (litografia).

Wykonywał medale dla cesarza Franciszka Józefa I, członków domu cesarskiego, dostojników kościelnych i świeckich, artystów, pisarzy itp. Wykonał kilka medali na zamówienie z Galicji:
- medal dla Andrzeja Zamoyskiego zamówiony przez Galicyjskie Towarzystwo Gospodarskie i wręczony w 1852 roku w uznaniu jego zasług według projektu Juliusza Kossaka. Na awersie napis C. K. GALICYJSKIE TOWARZYSTWO GOSPODARCZE JĘDRZEJOWI ZAMOJSKIEMU i popiersie Zamojskiego. Na rewersie napis ZA PIERWSZE WYPLYNIENIE W GÓRĘ WISŁY DUNAJCA i SANU PRZEMYŚL D. 23 PAŹDZ. MDCCCL. W tle widok miasta Przemyśla od strony klasztoru PP. Benedyktynek, a za miastem na górze zamek. Na pierwszym planie po Sanie plynie w górę rzeki statek parowy, mający kole napędowym napis: KRAKÓW. Powyżej rozwinięta mapa na gałązce laurowej, przedstawiająca bieg Wisły od źródeł do ujścia, wraz z wpadającymi do niej rzekami Dunajcem i Sanem. Przy rzekach oznaczone kółkami miasta: GDAŃSK (przy ujściu), KRAKÓW (u dołu z prawej, herald.), TARNÓW (nad Dunajcem), DUBIECKO (nad Sanem), jako miejsca, do których statek dopłynął[7].
- 1858: medal na cześć ks. Leona Sapiehy[8].
- 1867: medal wybity nakładem Gminy Kraków w podzięce Zofii hrabinie Potockiej. Na awersie umieszczono popiersie hrabiny z nakrytą głową, otoczone napisem GDZIE NIEDOLA LUB DOBRO BLIŹNICH TAM JEJ SERCE I RĘKA. Na awersie wieniec dębowy i herb Krakowa z napisem ZOFII Z HRABIÓW BRANICKICH HRABINIE POTOCKIEJ WDZIĘCZNI KRAKOWIANIE D. 1. SIERPNIA 1867 ROKU[9].
- dwa medale na Wystawę rolniczą i przemysłową we Lwowie w 1877 roku[7]. Na medalu pamiątkowym uwieczniono Włodzimierza Dzieduszyckiego, prezesa wystawy, założyciela Muzeum im. Dzieduszyckich, pierwszego muzeum o profilu przyrodniczym na ziemiach polskich. Na medalu zasługi wręczanym nagrodzonym wystawcom umieszczono głowę kobiety i napis Krajowa Wystawa Rolnicza i Przemysłowa we Lwowie 1877[8].

## Nagrody i odznaczenia
- 1843: Reichel-Preis nagroda Akademii Sztuk Pięknych w Wiedniu[10]
- Od 1862 roku był członkiem Alterthums Vereines zu Wien (Stowarzyszenia Starożytności w Wiedniu)[5]
- 1868: Krzyż Kawalerski Orderu Franciszka Józefa[11][12]
- W grudniu 1869 roku cesarz wyraził zgodę na przyjęcie przez Radnitzky’ego Krzyża Kawalerskiego Orderu Świętego Grzegorza Wielkiego[13]